# 木下貝層

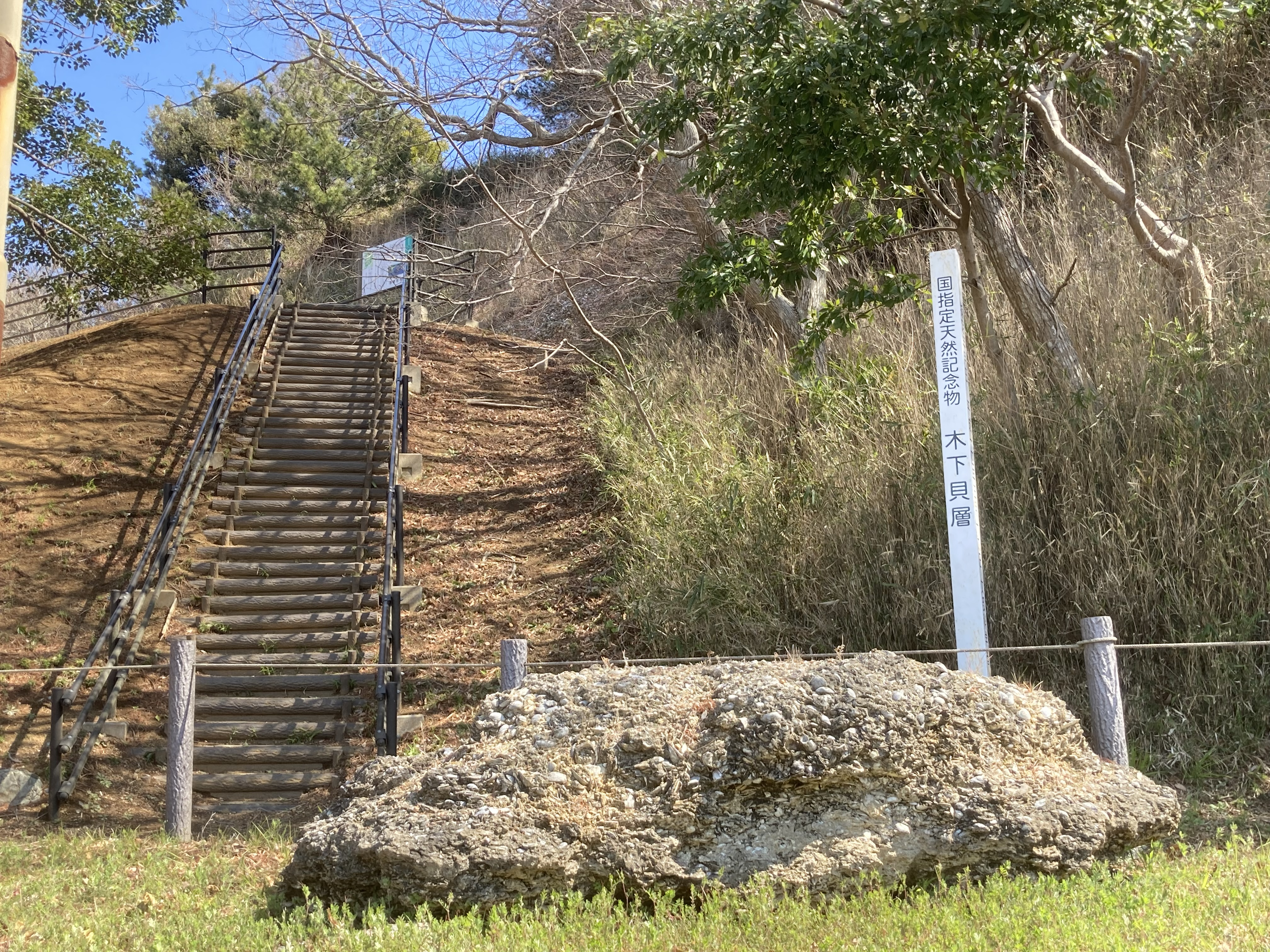
木下貝層の西側露頭下。木下万葉公園内、2024年3月14日撮影。

木下貝層（きおろしかいそう）は、千葉県印西市木下字平台799-1周辺にある、国の天然記念物に指定された自然貝層である。
下総層群の最上部の地層である木下層（きおろしそう）に含まれる地層であり、同地層の模式地となっている。指定地内の地層の露頭にはカシパンウニなどのウニ類やバカガイなどの貝類の化石が露出しており、その種数は100以上にも及ぶ。地層内では、方解石の結晶も見られるほか、ここで産出される貝化石岩の一部は化学的な要因により硬く固まっているのが特徴であり、かつては古墳の石室などに使われる石材の産地にもなった。

## 特色

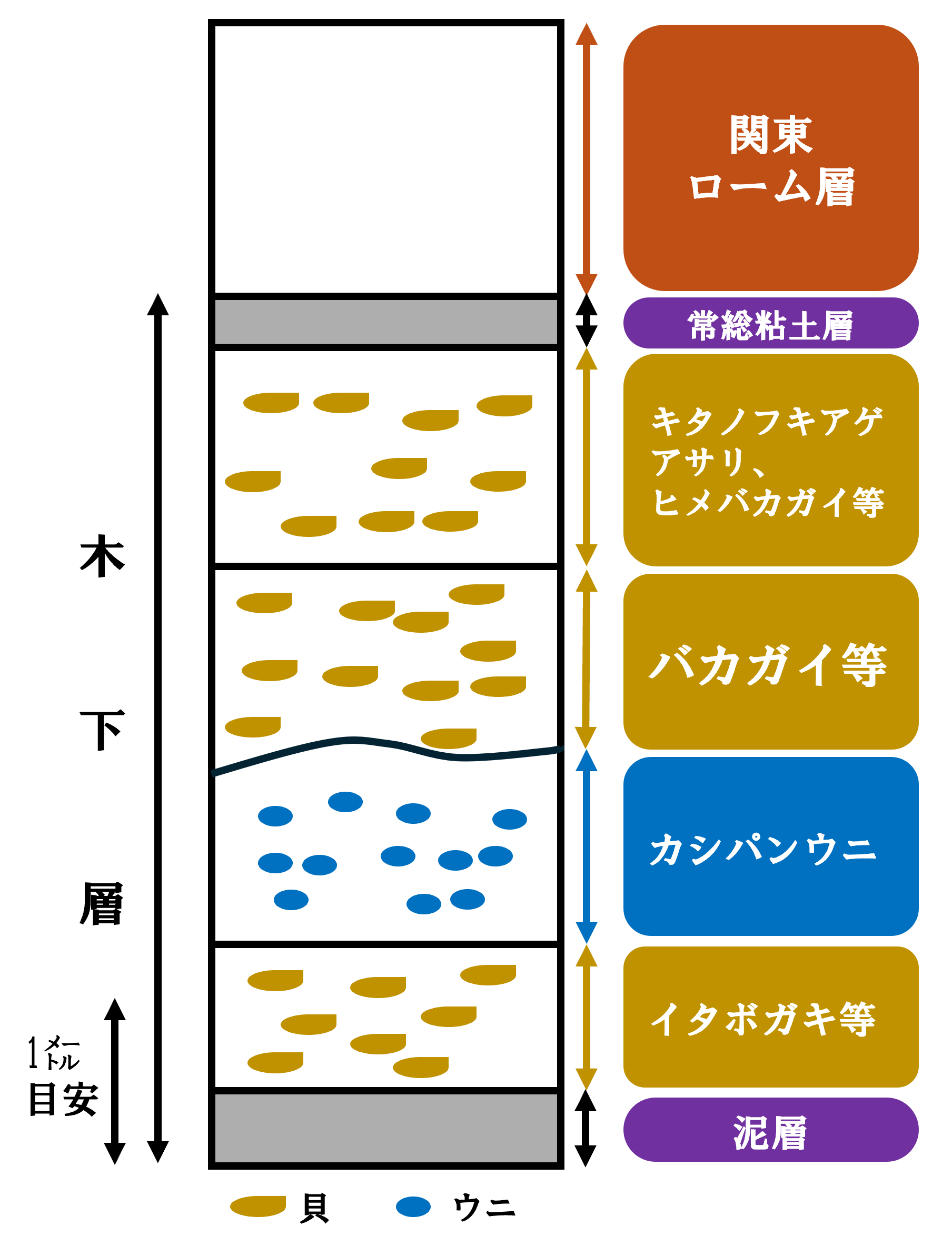
木下層の柱状図と、層中に包含される化石の種類。

### 木下層
木下貝層は、千葉県北部の下総台地から関東平野中央部一帯に広がる下総層群のほぼ最上部を構成する地層である木下層（きおろしそう）に含まれる。下総層群は更新世（現代から約45万年前から8万年前まで）に形成された地層であり、全体で約300メートル程度の厚さがある。下総層群に含まれる7つの層（累層）は海面上昇時に形成される海成層と下降時に形成される陸成層に分けられ、このうち木下層は、現代から約13万年前の最終間氷期時代の海進（下末吉海進）により、関東一円が古東京湾と呼ばれる広大な内湾に覆われていた時に堆積した砂層である。
木下層はその下に連なる他の下総層の地層と同様に最下部に海退期の泥層が、その上に海進期の砂層が堆積している。海進期の層は、泥層と細粒砂層との薄い互層あるいは極細粒～細粒砂層かな成る下部、細粒～中粒砂から成る中部、マカロニクナスの生痕化石が特徴的に見られる砂層から成る上部の層で形成されている。その上の最上部には、陸化後に常総粘土層、さらに木下層の上側には関東ローム層が堆積している。

### 露頭
天然記念物に指定されているのは印西市木下の木下万葉公園内にある貝層の露頭で、厚さ4.3メートル、長さ45メートルの範囲にわたる。木下層の模式的な構造が大規模に良好な状態で保存されていることが評価されており、1965年4月27日に県の天然記念物に指定されたのち、2002年3月19日に国の天然記念物に指定された。印西市木下を、木下層の模式地として命名したのは古生物学者の槇山次郎であり、1930年のことであった。万葉公園内の貝層の貝化石群は他にも、日本地質学会によって「千葉県の石」に選定されたり、県によって「千葉の地層10選」のうちの一つに選定されたりするなどの評価を受けている。

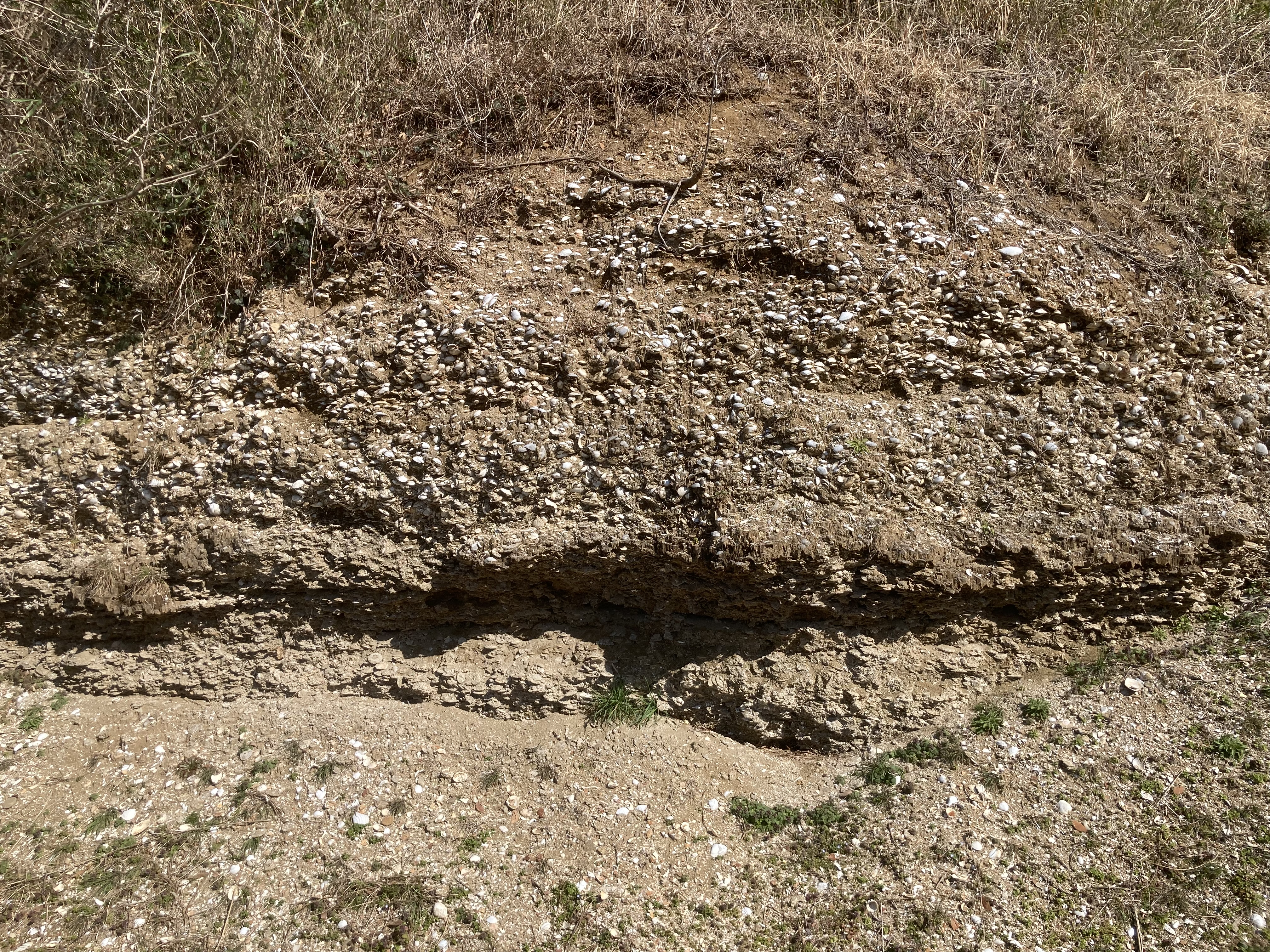
木下貝層の西側露頭。下部にウニ類の化石、上部に貝類の化石が主に見られる。2024年3月14日撮影。

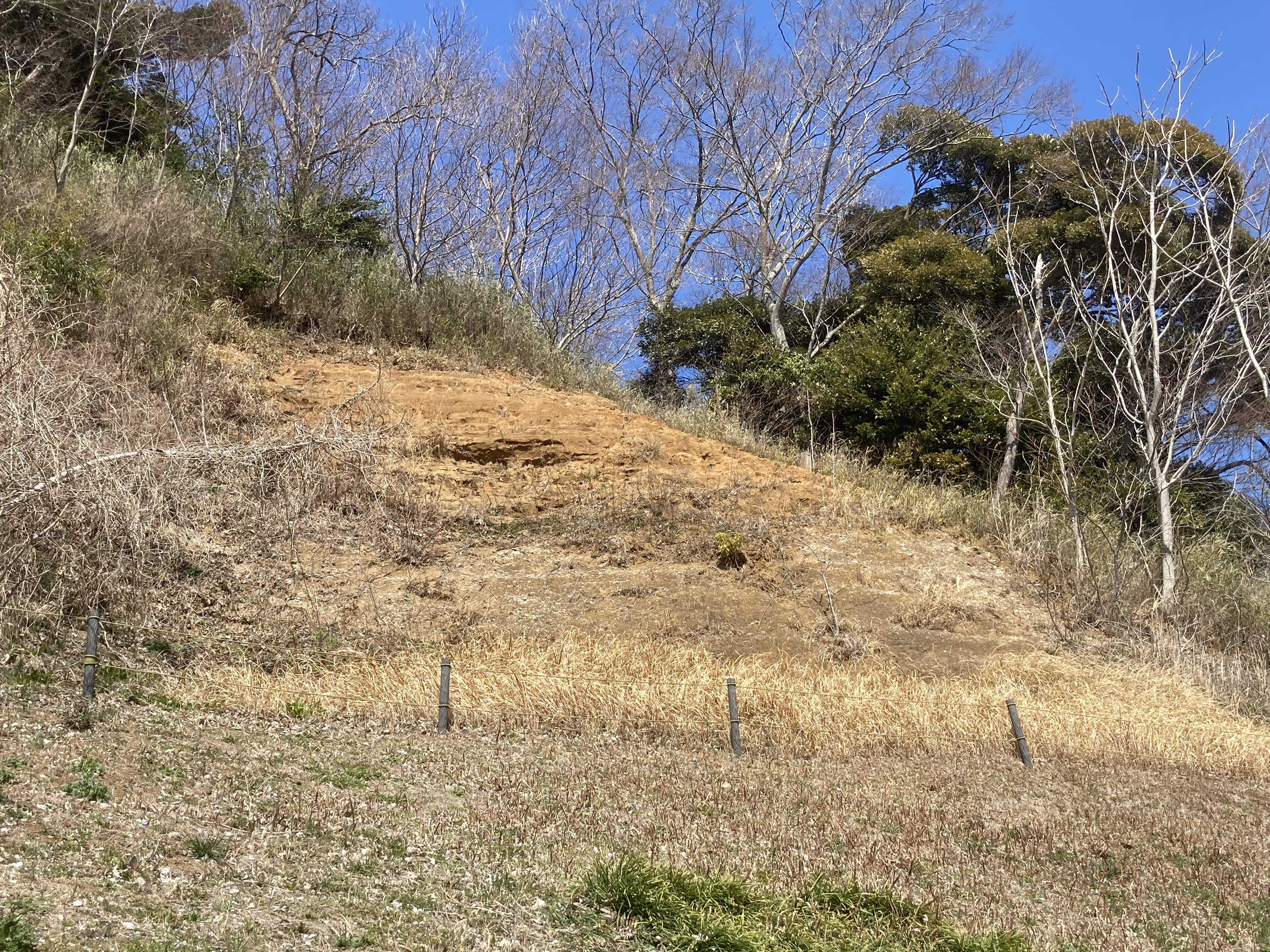
木下貝層の南側露頭。2024年3月14日撮影。

指定地の最下部に存在する泥層は、木下層下部の地層に相当する部分と考えられており、表面色は黄褐色、細かい砂粒による層を挟んだ葉理が見られる。
この泥層の上には、約40センチメートル程の砂層を挟んで、3.5メートル程の厚さの、大量の貝類の化石が密集した層が見られる。この貝層は更に下部1.5メートル程と上部2メートルほどとの部分に分けられ、違いは含まれる化石の種類である。下部の層に含まれるのはハスノハカシパンウニの化石で、多量である。カシパンウニの化石は層理と平行か、あるいは覆瓦構造で並んでおり、水流により堆積したことが窺える様子となっている。加えて、層の露頭表面が硬く固まっており、これは石灰質物質により固結したものであるが、下総台地全体に広がる木下層の中でもこれが観察されるのは、指定地の露頭や、印西市発作、小林などこの周辺に限られる。この固結した層の岩は、かつて石材として使われたことがあった（後述）。固結層は、石灰質物質が地下水の作用によって貝化石層に浸み込むことによって形成されたと考えられている。
一方、上部の層にはバカガイ、エゾタマキガイ、サルボウ、サラガイ、イタヤガイ、ナミマガシワガイ、アカニシ、ヤツシロガイ、ツメタガイ等々の化石が含まれ、このうち特にバカガイは多量である。バカガイの化石は破片状になっているものが非常に多い。最上部になると分布するバカガイは小さなものになるか、あるいは分布そのものが少なくなり、代わってキタノフキアゲアサリが多く認められるようになる。
ハスノカシパンウニやアカニシの内部には方解石の結晶が見られることがある。これは、これらの化石内部の空洞に、上位の貝層を溶かしたことによって炭酸カルシウムを含むようになった地下水が流れ込み、その後水分だけが時間をかけて蒸発し、残った炭酸カルシウムが結晶したことによって生成されたものである。犬歯状結晶や針状結晶も観察できる場合がある。
貝層全体ではこれらを含む100種類以上の貝類の化石が産出されており、中心となっているのは暖流系の浅海性の貝類である。

## 貝化石岩の利用

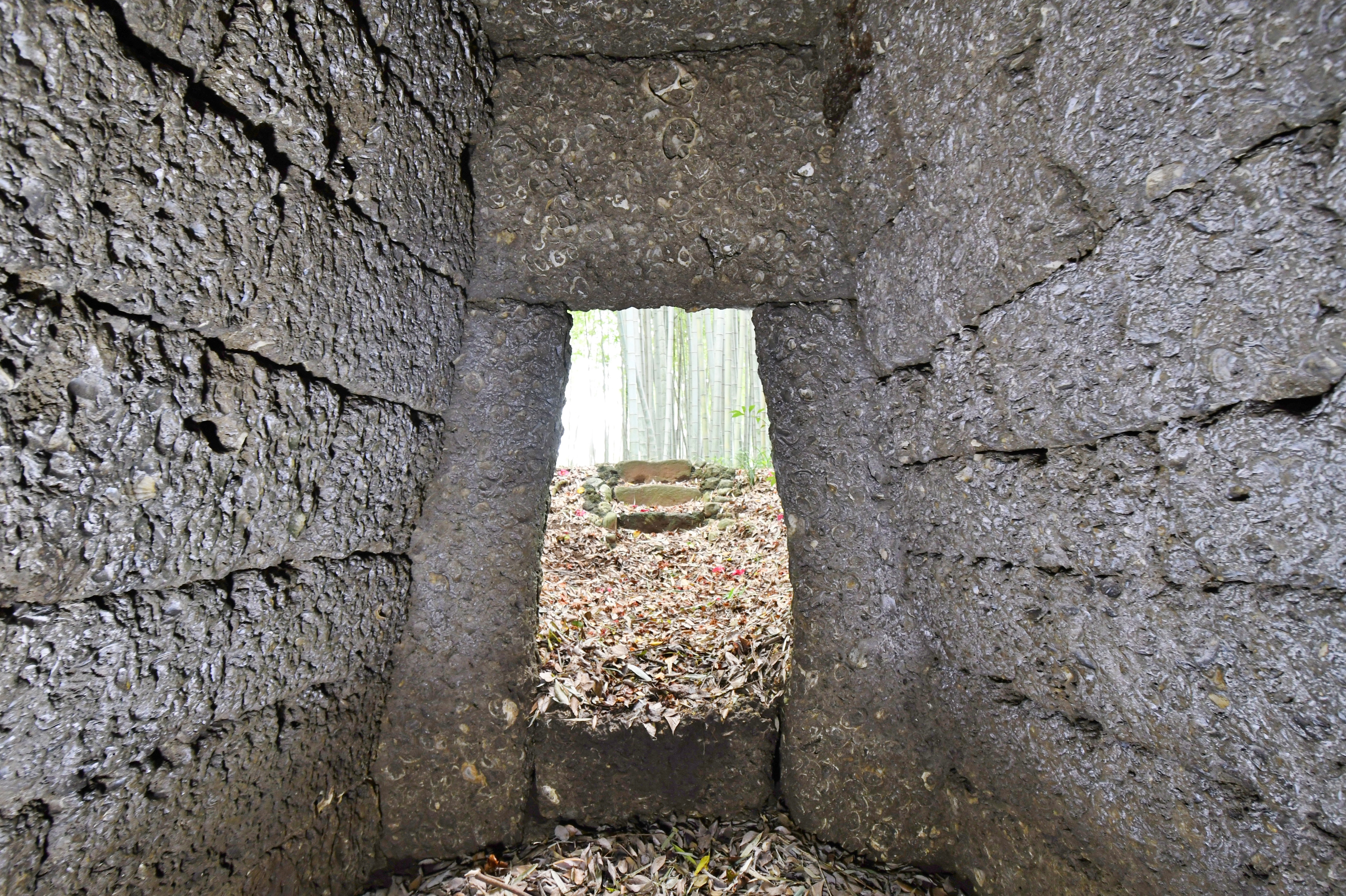
上宿古墳の石室。木下貝層の貝化石岩が使用されている。

木下貝層のうち、ハスノカシパンウニなどが分布する層には、石灰質物質の浸入により露頭の表面が固結した部分が存在する。木下周辺にのみ分布するこの固結した層の貝化石岩は、歴史的に石材として使われてきた経緯がある。
印西市大森に所在する、7世紀頃の方墳と推定される上宿古墳（市史跡指定）の石室には、26個の貝化石岩が石積みされ使用されている。栄町の龍角寺古墳群岩屋古墳（国指定史跡）の横穴式石室にも貝化石岩が使われている他、白井市平塚の鳥見神社裏にも貝化石岩由来の古墳石室が見られる。貝化石岩を利用した石垣は、印西市発作や木下で見ることができる。この他、石灯篭や石祠も存在する。

## 交通アクセス
所在地
- 千葉県印西市木下字平台799-1ほか[2]

交通
- JR東日本成田線木下駅より徒歩10[4]から15分[10]
- 国道356号木下駅入口交差点より東側へ進む[10]